# Bennuru, Sorab
Bennuru là một làng thuộc tehsil Sorab, huyện Shimoga, bang Karnataka, Ấn Độ.